# Pena de presó
La pena de presó és una pena privativa de llibertat que consisteix que el condemnat ha d'ingressar en una presó durant un temps determinat per la sentència condemnatòria.
Quan l'ingrés a la presó té caràcter indefinit, la pena de presó rep la denominació de presó o cadena perpètua.
Malgrat que ve a ser una concreció de la pena privativa de drets, la doctrina jurídica la situa en un camp a part per raó de la seva importància. És la sanció penal més comuna i dràstica en els ordenaments occidentals (a excepció de la pena de mort).